# Mukawa
 Mukawa (Japans: むかわ町, Mukawa-chō) is een gemeente in het district Yūfutsu  van de subprefectuur Iburi in Hokkaido, Japan.Op 30 juni 2010 had de gemeente 9789 inwoners. De bevolkingsdichtheid bedroeg 13,7 inw./km². De oppervlakte van de gemeente is 712,91 km².

## Geschiedenis
De gemeente ontstond op 27 maart 2006 uit de fusie van het voormalige Mukawa (鵡川町) met de gemeente Hobetsu (穂別町).De naam van de nieuwe fusiegemeente wordt in het hiragana geschreven. 

## Verkeer

### Trein
Er bevinden zich 3 stations op het grondgebied van Mukawa . De stations bevinden zich op  de Hidaka-hoofdlijn van de Hokkaido Railway Company (JR Hokkaidō):  
- Hama-Taura - Mukawa - Shiomi

De Sekishō-lijn loopt door het noorden van de gemeente maar heeft er geen haltes. 

### Weg

#### Autosnelweg
- Hidaka-autosnelweg  : afrit 5 Mukawa

#### Autoweg
Mukawa ligt aan de volgende autowegen :
- Autoweg 235 (richting Muroran en Urakawa)
- Autoweg 275 (richting Sapporo (Kita-ku) en Shibecha)

#### Prefecturale weg
Mukawa ligt aan de prefecturale wegen 10, 59, 74, 131, 575, 610, 933, 983, 1046 en 1165.

## Geboren in Mukawa
- Akira Suzuki (1930), scheikundige en Nobelprijswinnaar (2010)
- Maki Tabata, een langebaanschaatsster.

## Aangrenzende gemeenten
- Biratori (Hidaka)
- Atsuma (Iburi)
- Hidaka (Hidaka)
- Yūbari (Sorachi)
- Shimukappu (Kamikawa )

## Partnersteden
Mukawa heeft een stedenband met :
- Tonami, Toyama (sinds 23 april 2007)